# دار البحر
دار البحر، المعروفة أيضا بأسماء كاسامار، ميناء فيكتوريا، مصنع ماكنزي، حصن تاريخي يقع برأس جوبي قرب مدينة طرفاية بالمغرب. أسسه التاجر والرحالة والمهندس دونالد ماكنزي  يوم 12 ديسمبر سنة 1879 بطرفاية، حيث عقد اتفاقا للتبادل التجاري مع الشيخ محمد ولد بيروك التكني، بهدف بناء هذا المركز التجاري وكذا استغلال التجارة الصحراوية والمناطق المجاورة لها بمؤازرة نائب القنصل البريطاني آنذاك بجزيرة لانزاروت المتواجدة بجزر الكناري، حيث شيِّد فوق جزيرة رملية ويتكون من طابق أرضي يضم 8 غرف وطابق علوي يحتوي هو الآخر على 8 غرف لتخزين المواد الاستهلاكية المستوردة والمصدرة من المنطقة صوب مدينة مانشستر الإنجليزية، بالإضافة إلى ست خزانات أرضية للمياه الصالحة للشرب وميناء للشحن ورسو السفن والزوارق التجارية، كذلك تم تحصينه بالمدافع الحربية تفاديا لأي هجوم محتمل من طرف القبائل المحلية الصحراوية برأس جوبي إلى حدود الانتهاء الكلي من إنجاز هذا المشروع سنة 1882.
استمر هذا الحصن التجاري صامدًا يُوَاجِهُ أمواج المحيط الأطلسي لمدة 136 سنة.

## التاريخ
في عام 1879 أصبح لشركة شمال غرب إفريقيا البريطانية مركز لتبادل التجاري في طرفاية بهدف التجارة مع القوافل التجارية القادمة من تمبكتو والمتجهة إلى وادنون، وفي سنة 1882 قام ماكنزي ببناء حصن تحت مسمى ميناء فيكتوريا (بالإنجليزية: Port Victoria)، وفي 26 مارس 1888 هاجم أفراد من القبائل الصحراوية الحصن مما أسفر عن مقتل رئيس الحصن وجرح عاملين ، رغم هذا الهجوم استمر الحصن بالعمل حتى 1895 حيت تخلت الشركة نهائيًا عن الحصن لفائدة السلطان المغربي ومع بداية الإستعمار الإسباني في سنة 1916 أصبح الحصن يعرف بكاسامار (بالإسبانية: Casa del Mar) بمعنى دار البحر وهو اللفظ الذي لازال مستعملًا محليًا للإشارة للحصن.
في سنة 2014 قامت وزارة الثقافة بإطلاق مشروع لإصلاح وإعادة تأهيل المعلمة مدته خمس سنوات وبتكلفة 60 مليون درهم.

## معرض صور

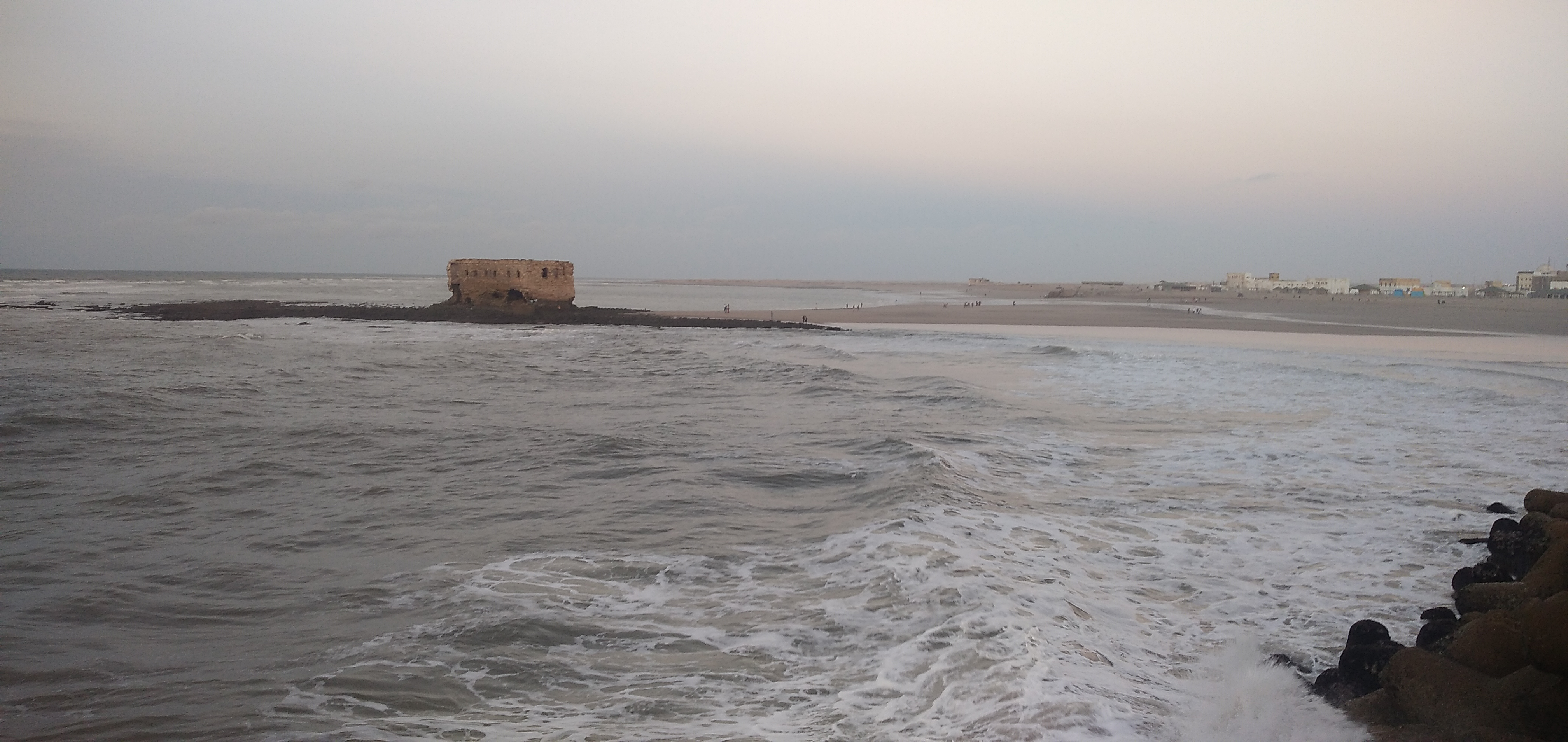
دار البحر من الخلف.

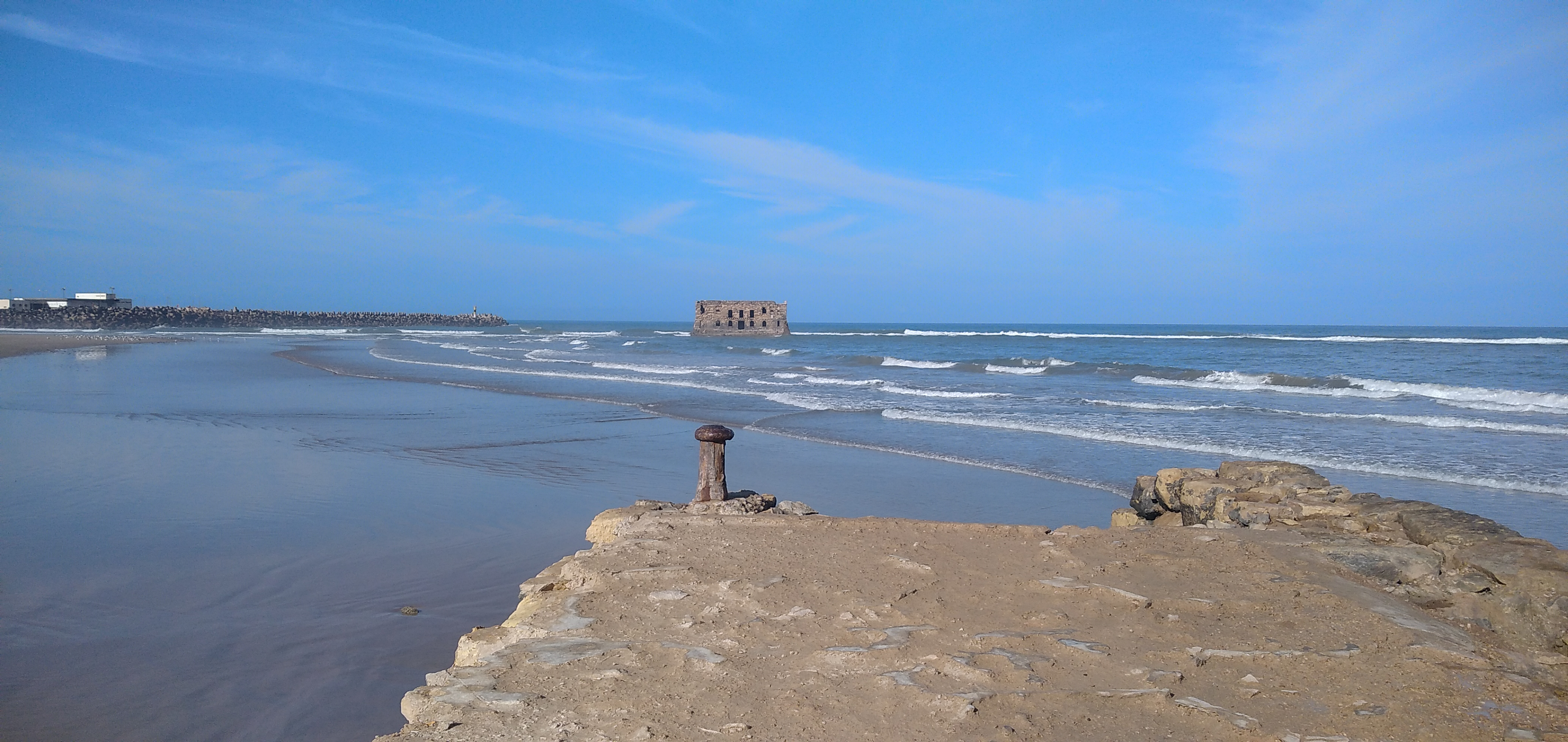
دار البحر سنة 2021

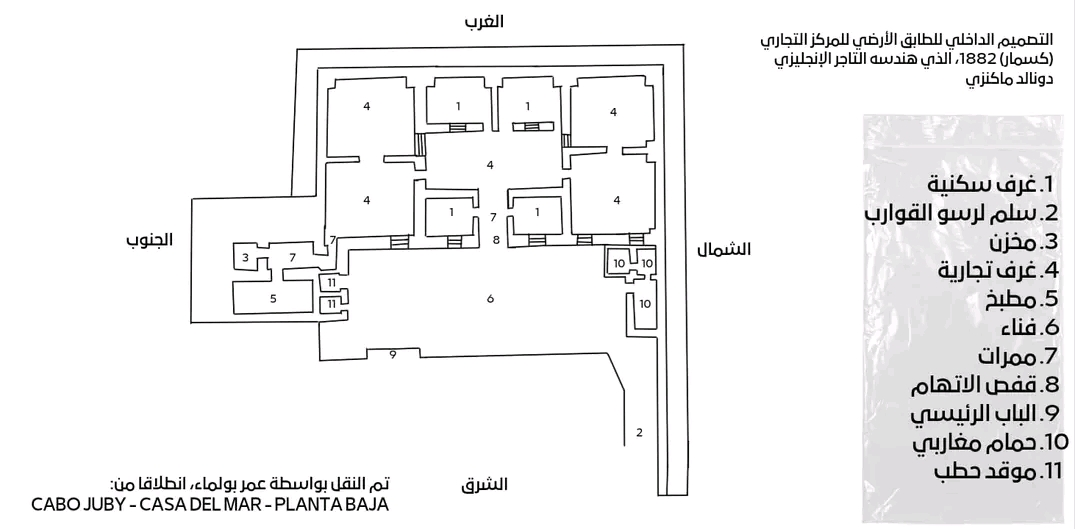
تصميمٌ للطبق السفلي من دار البحر